# Orthosia incognita
Orthosia incognita är en fjärilsart som beskrevs av Shigero Sugi 1955. Arten ingår i släktet Orthosia och familjen nattflyn. Vissa auktoriteter behandlar den som en underart till föränderligt sälgfly. Taxonet är endemiskt för Japan där det förekommer på öarna Hokkaido och Honshu.